# Fairlop
Fairlop – stacja londyńskiego metra położona w zachodniej części miasta, na trasie Central Line pomiędzy stacjami Barkingside a Hainault. Znajduje się w dzielnicy Fairlop w gminie London Borough of Redbridge, w czwartej strefie biletowej.

## Galeria

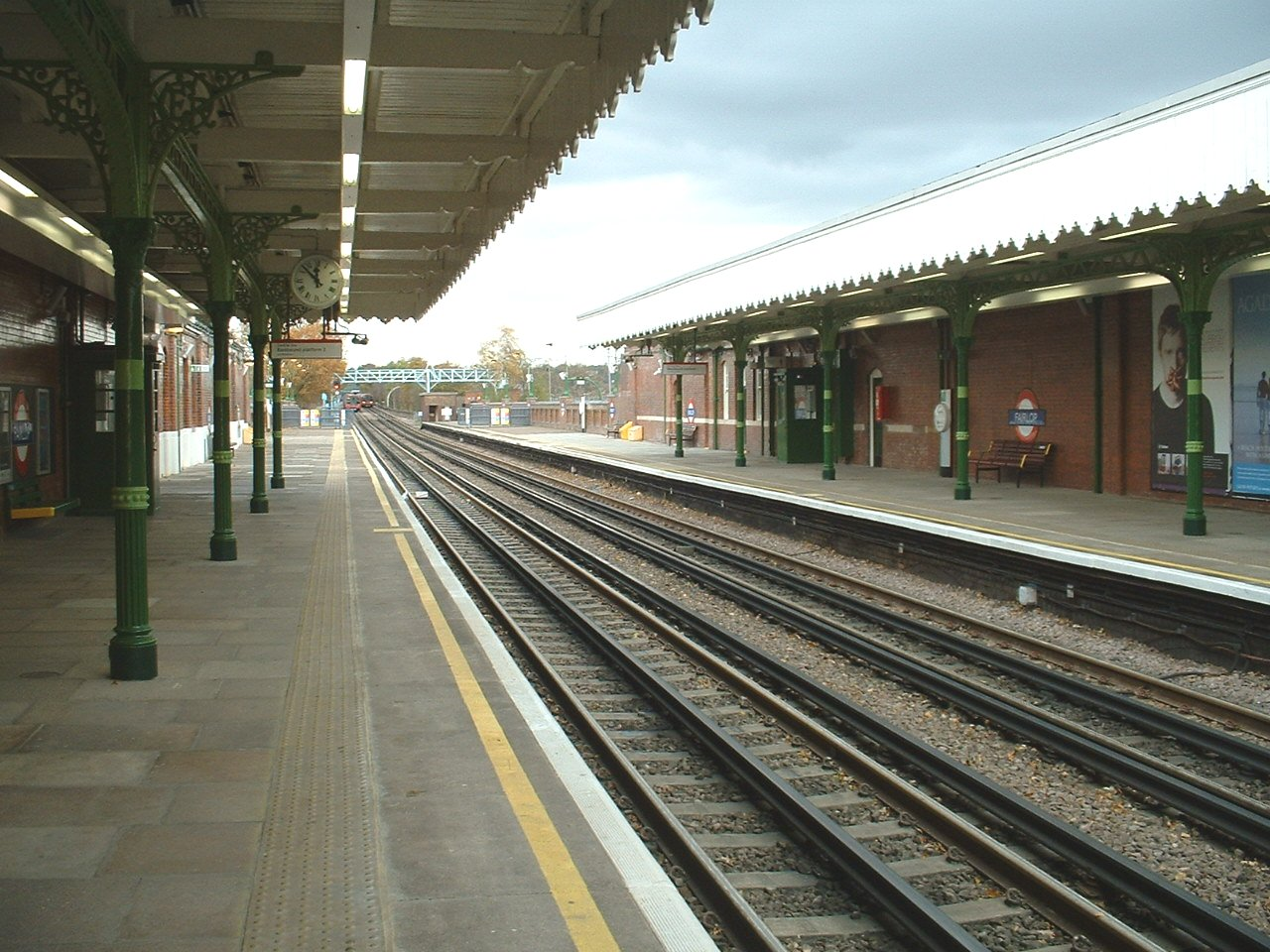
Widok na północ
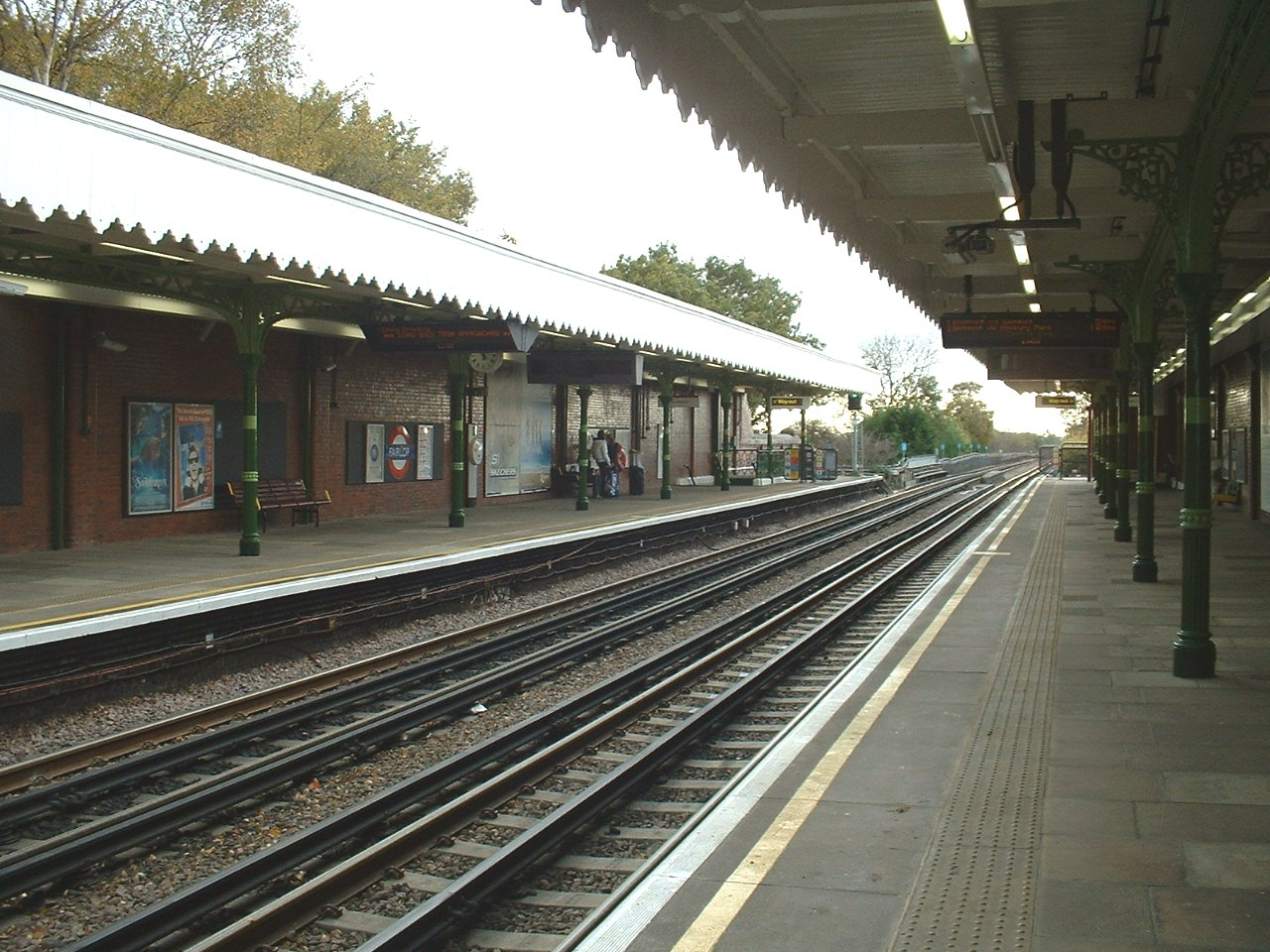
Widok na południe
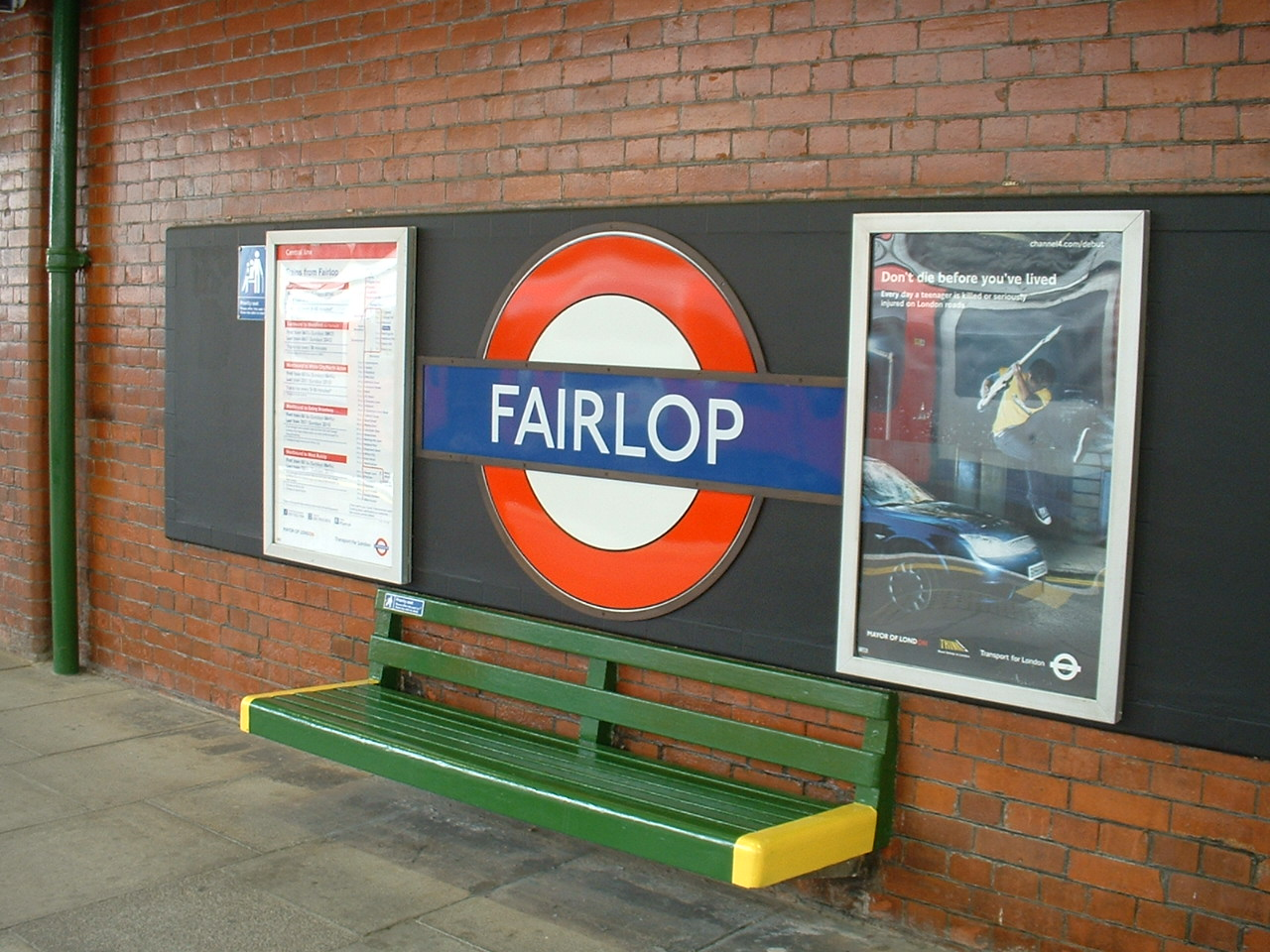
Symbol stacji